# Tristana
Tristana je filmové drama z roku 1970, jehož spoluscenáristou, režisérem a producentem je Luis Buñuel. Scénář je adaptací stejnojmenného realistického románu Benita Péreze Galdóse z roku 1892. Jedná se o španělsko-francouzsko-italskou koprodukci natáčenou v Toledu. Film si vysloužil pozitivní ohlasy kritiky a byl nominován na 43. ročníku Oscarů v kategorii Nejlepší cizojazyčný film.

## Děj
Snímek se odehrává ve Španělském městě Toledu během dvacátých let dvacátého století. Mladé Tristaně zemře matka, a proto se jí chopí stárnoucí Don Lope. Prezentuje se jako pobožný muž. Realita je ale odlišná. Tristana ho velmi přitahuje a on tyto choutky nedokáže krotit. Osiřelé a bezmocné Tristaně svými sexuálními pudy značně znepříjemňuje život. Všechny tyto akty jsou ale katolickou církví přehlíženy. Tristana se proto hodlá pomstít. Jedné noci Lopeho postihne v posteli infarkt. Tristana předstírá, že mu pomáhá, dokud neupadne do bezvědomí. Následně otevře okno během velkého zimního mrazu. Don Lope následně umírá a film končí.

## Obsazení
- Catherine Deneuve jako Tristana
- Fernando Rey jako Don Lope Garrido
- Franco Nero jako Horacio
- Lola Gaos jako Saturna
- Antonio Casas jako Don Cosme
- Jesús Fernández jako Saturno
- Denise Menace jako Armanda
- Vicente Solar jako Don Ambrosio
- José Calvo jako zvoník
- Fernando Cebrián jako Dr. Miquis
- Antonio Ferrandis jako Comprador
- José María Caffarel jako Don Zenón
- Cándida Losada jako Ciudadana
- Joaquín Pamplona jako Don Joaquín
- María Paz Pondal jako Muchacha
- Juanjo Menéndez jako Don Cándido
- José Blanch jako velitel
- Sergio Mendizábal jako školník

## Vydání

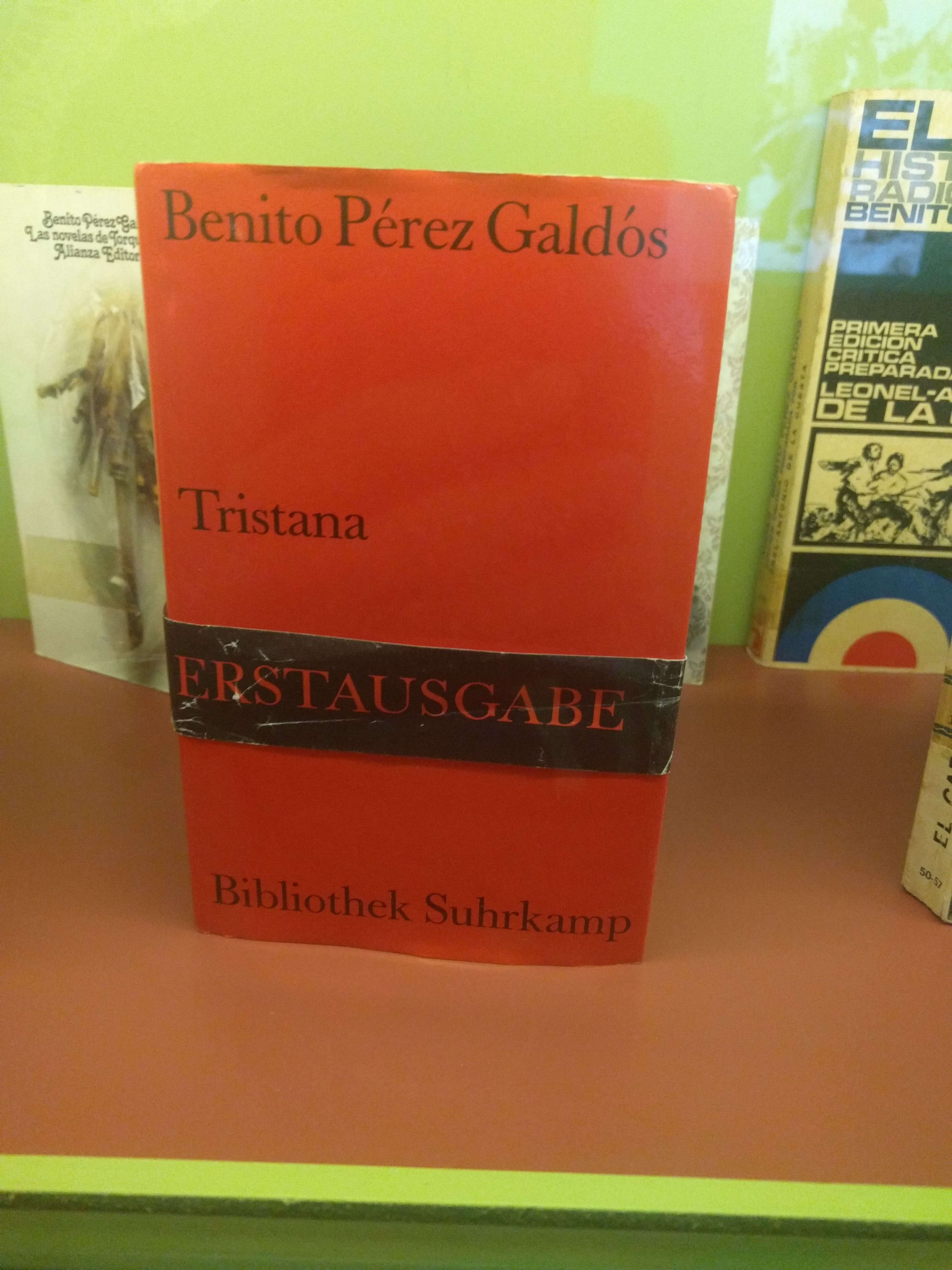
Román Benita Péreze Galdóse

Film měl premiéru 18. března 1970 v Madridu a 29. března byl uveden do kin. Ve Francii měl premiéru 28. dubna po uvedení na filmovém festivalu v Hyères. V Itálii v červnu téhož roku. Ve Spojených státech byl film promítán na newyorském filmovém festivalu v září a později téhož roku měl omezenou premiéru v New Yorku a Los Angeles. Film byl také promítán mimo hlavní soutěž na filmovém festivalu v Cannes v roce 1970.

## Ocenění
| Cena                            | Rok  | Kategorie                          | Nominován      | Výsledek  |
| ------------------------------- | ---- | ---------------------------------- | -------------- | --------- |
| Oscar                           | 1971 | Oscar za nejlepší cizojazyčný film | Tristana       | nominace  |
| Fotogramas de Plata             | 1971 | Nejlepší španělský fimový umělec   | Fernando Rey   | vítězství |
| Fotogramas de Plata             | 1971 | Nejlepší španělský fimový umělec   | Lola Gaos      | nominace  |
| National Syndicate of Spectacle | 1970 | Nejlepší film                      | Tristana       | vítězství |
| National Syndicate of Spectacle | 1970 | Nejlepší mužská hvězda             | Fernando Rey   | vítězství |
| National Syndicate of Spectacle | 1970 | Nejlepší herečka ve vedlejší roli  | Lola Gaos      | vítězství |
| National Syndicate of Spectacle | 1970 | Nejlepší kameraman                 | José F. Aguayo | vítězství |
| Premios CEC                     | 1971 | Nejlepší film                      | Tristana       | vítězství |
| Premios CEC                     | 1971 | Nejlepší režisér                   | Luis Buñuel    | vítězství |
| Premios CEC                     | 1971 | Nejlepší herec                     | Fernando Rey   | vítězství |
| Premios ACE                     | 1971 | Nejlepší herec ve filmu            | Fernando Rey   | vítězství |
| Sant Jordi                      | 1970 | Nejlepší film                      | Luis Buñuel    | vítězství |
| Sant Jordi                      | 1970 | Nejlepší herec ve španelském fiomu | Fernando Rey   | vítězství |